# Yoga (romanzo)
Yoga è un romanzo autobiografico di Emmanuel Carrère, pubblicato in Francia nel 2020 e in Italia nel 2021 da Adelphi.

## Contenuti
In origine il testo era concepito come un breve saggio sull'esperienza dello yoga e della meditazione, per prepararsi al quale l'autore, già praticante di entrambe le discipline oltre che di taijiquan, frequenta un seminario intensivo di vipaśyanā. Il romanzo arriva però a comprendere altre parti, che si concentrano sull'attentato alla sede di Charlie Hebdo, sulla diagnosi tardiva di disturbo bipolare, sulle terapie comprendenti la terapia elettroconvulsivante e sull'esperienza di educatore in un campo per rifugiati a Lero in Grecia.
Inizialmente la stesura comprendeva anche la narrazione del divorzio, causa scatenante dell'episodio depressivo, ma la ex-moglie ha preteso che la parte venisse eliminata. Il racconto è autobiografico ma, per dichiarazione dell'autore nello stesso testo del romanzo, alcune parti sono inventate, cosa che gli ha attirato numerose critiche.